# Toá
Toá: narraciones de caucherías es una novela publicada en 1933 y escrita por el médico, educador y novelista colombiano Cesar Uribe Piedrahíta. La obra narra el horror de la industria cauchera por parte de colonos peruanos, que se apoderó de buena parte de las poblaciones amazónicas durante el siglo XIX y la confrontación por quienes se disputaban el dominio de este negocio y que llevó a la guerra a estas dos naciones.  

## Sinopsis
La novela narra la historia de un médico de veinticinco años, Antonio de Orrantia, que es enviado a las caucherías del Caquetá y del Putumayo con el fin de preparar un informe al gobierno central de Colombia. Antonio recorre los territorios donde operaban diferentes empresas caucheras. Muy pronto se contagia de paludismo y ardiendo en fiebre empieza a perder noción de los riesgos que se tienen en la selva. En una de sus paradas conoce a Toá, una mujer indígena de la cual se enamora. La novela es tanto una búsqueda de la selva como un encuentro con la mujer indígena, su cuerpo y su cultura.

## Estilo
La novela está formada por diálogos constantes entre los colonos. De estos llama la atención la constante presencia de lenguaje supersticioso, énfasis en los acentos y regionalismos, y expresiones coloquiales. 
En contraste, las palabras del médico siempre chocan con el tiempo presente y la urgencia de las palabras de los colonos. Estos últimos rquieren acción, medidas contundentes para la defensa contra los peruanos y el primero trae expresiones de un idealista y un estudioso. 
La voz del narrador se debate entre los juicios racistas hacia las tribus amazónicos y la indignación por el maltrato hacia estas por parte de los caucheros. El libro expone con crudeza el trato que recibieron los indígenas por parte de los caucheros, en especial los peruanos que invadieron territorio colombiano. 
Por su parte, los indígenas son presentados en una escala apenas superior a la de los animales. "Graznaban", "aúllaban" son algunos verbos que el narrador emplea para referirse a las acciones de los nativos. Incluso en las descripciones de las ceremonias sagradas o la celebración de rituales se les cataloga como salvajes, herejes o bárbaros.
No obstante, al narrar las torturas y las crueldades cometidas por los caucheros peruanos, el narrador encarna un tono afectado por la indignación y horrorizados por los excesos de los colonos. Estos son personajes desmedidos, que disfrutan mutilar, quemar, violar, ahogar y asesinar a los indígenas.  
El personaje de Antonio se enmarca en el prototipo del hombre blanco de origen urbano y académico, desconectado de la realidad de la selva y que lleva sus intereses de investigador por encima de las necesidades de supervivencia. 

## Estructura
El prólogo de esta obra está firmado por Antonio García. 
Consta de 17 capítulos
Al final Uribe Piedrahíta agregó un glosario con unos XXX términos, nombres y expresiones propios del contexto caucheros, las tribus y los colonos.  
La edición primera fue publicada con una serie de grabados del autor que ilustran la cotidianidad de la empresa del caucho: grupos indígenas en sus rutinas y ceremonias, colonos en sus labores, nativos torturados o moribundos. Este recurso fue muy escaso en las ediciones de la época y se perdió en las ediciones posteriores. 

## Temas
Uno de los valores de esta novela es la continua presencia y descripción de miembros de las comunidades nativas de la zona sur del departamento de Caquetá, además del uso de su lenguaje. Entre ellas se destacan la comunidad siona, los huitoto, los nofuique, entre otros. En su experiencia como médico rural, el autor llegó sentir simpatía, al punto que pintó varios grabados de su orfebrería, y dedicó, como médico y científico, esfuerzos importantes para mejorar sus condiciones de higiene y salud.
No obstante, la novela nunca profundiza en la cosmogonía o el punto de vista de los indígenas, haciéndolos casi un simple elemento de ambiente de circunstancia.

## Ediciones
La publicación original se realizó en Manizales en 1933 a través de la editorial Arturo Zapata.
Segunda: Buenos Aires, 1942 (reedición 1945)

Tercera: Medellín, 1978
Cuarta: Bogotá, 1979
Quinta: Medellín, 1992
Sexta: Bogotá, 2023

## Recepción crítica y académica
De acuerdo a varios estudiosos, 
"Esta obra, a pesar de haber contado con pocas ediciones en el mundo hispánico, y ser casi desconocida en la actualidad por fuera de los círculos académicos, es representativa de la novelística colombiana de la primera mitad del siglo XX, especialmente por su novedosa propuesta estética y temática, y en general, por construir una propuesta literaria renovada, que utiliza las técnicas más modernas desde el punto de vista narrativo".
Según el crítico Juan David Correa en esta novela   
"la oralidad y el alma de un puñado de personajes va devorando al lector cuando, muy pronto, irrumpe la violencia en cada una de sus páginas. No es, pues, testimonio, ni informe, ni descripción, sino la construcción narrativa o el intento desesperado de ello, por lo menos, de una atmósfera en la que los cuerpos sufren al igual que la naturaleza expoliada, cortada, herida y mutilada. Pero también es una aventura, un western, un monólogo interior y una bellísima exploración, a través de sus personajes y los diálogos, de una prosodia que resuena en el inconsciente del lector”. 
En general esta novela se considera parte de las expresiones de rechazo a una civilización europeizante que coloniza de manera voraz y ambiciosa la selva y a sus habitantes originarios. Dentro de este grupo también se cuentan La Vorágine de José Eustasio Rivera y El príncipe de los caimanes de Santiago Roncagliolo.
Mientras estas otras novelas se centran en la Orinoquia y en parte en la Amazonia, en Vaupés y Putumayo, los de Toá tienden a ser más caqueteños. Quizás por el hecho de centrarse en una región de disputa entre naciones, esta novela tiene un "toque nacionalista" .
Para los lectores de la época artículos, prácticas e ingredientes cotidianos de los indígenas amazónicos resultaban del todo desconocidos. Términos como los siguientes requirieron de glosario para hacer la lectura más amena y cercana para las mentes andinos y urbanas: mambe, borugas, barbasco, canangucho, curare, charapas, churucos, yoco, fariña, guaras, jitoma, maguaré, milpesos, poira, siringa, turute, entre otras. 